# Elaphoglossum jucundum
Elaphoglossum jucundum är en träjonväxtart som beskrevs av John T. Mickel. Elaphoglossum jucundum ingår i släktet Elaphoglossum och familjen Dryopteridaceae. Inga underarter finns listade.